# Whonix
Whonix（別称: TorBox）はDebianベースのプライバシーを重視したLinuxディストリビューションである。

## 概要
全ての通信をTorネットワークを介して行うことで、ユーザーの通信を匿名化することが可能であるディストリビューションである。アップデートは、apt-getパッケージマネージャを使用しTor経由で配布される。
WhonixはWhonix-GatewayとWhonix-Workstationの2種類に分かれており、この2つを同時に使用することも可能であるが、VirtualBoxなどの仮想化ソフトウェアを用いることでWhonix-Gatewayと他ディストリビューション（OS）を用いることも可能で、この場合も全ての通信がTorを経由する。